# Matilde Ribot y Van Halen
Matilde Ribot y Van Halen, de casada Matilde Ribot de Montenegro (Madrid, 10 de octubre de 1879 - San Lorenzo de El Escorial, 22 de febrero de 1958) fue una dramaturga española de teatro infantil y juvenil prioritariamente.

## Trayectoria
Nació en Madrid el 10 de octubre de 1879. Sus padres Ana María Candelaria Van Halen y Galainena  y Narciso Ribot y March se casaron en 1885. Recibió el nombre de una hermana fallecida dos años antes. Él fue gobernador civil de varias provincias. Fue una poeta precoz, desde los nueve años componía aleluyas dedicados a su abuela el día de su cumpleaños.
Se casó el 25 de octubre de 1906 con Antonio Montenegro e Irisarri, ingeniero de Minas. El matrimonio tuvo dos hijos: Antonio y Carmen. Fue profesora de francés, titulada por la Escuela Central de Idiomas. En 1937, durante la Guerra civil, abandonó la zona republicana para llegar a la nacional. Perteneció a la Obra Pontificia de la Propagación de la Fe, de la que fue Secretaria Nacional de la Junta Nacional de Señoras de la Obra, Tesorera, y Propagandista Oficial de la Organización Misional Pontificia.
Murió en Madrid el 22 de febrero de 1958, a los setenta y nueve años. Está enterrada en el cementerio de San Lorenzo de El Escorial.

## Obra
La mayor parte de su obra teatral está escrita en verso, aunque hay títulos en las que se incorporan actos o cuadros en prosa. Persona muy religiosa, en sus obras a menudo trata temas moralizantes y, generalmente, es para un público infantil o juvenil, siendo una de las dramaturgas que destacó durante la República. Además en muchas de sus obras añade al texto consejos sobre escenografía y vestuario para que puedan ser representadas en colegios religiosos.

## Obras
Versificó El testamento de Isabel la Católica que formó parte de un montaje en el que Guillermo Fernández Shaw  recopilar varias composiciones dramáticas en verso sobre la vida y hechos de los Reyes Católicos, que tituló Estampas Isabelinas, debidas a autores clásicos y modernos. El montaje, que se representó en el patio de reyes del Monasterio de El Escorial, fue realizado por el V centenario.
Fueron las principales: La princesa encantada (1920); En la Corte de un Rey, (1922); Pinocho en la comedia,  (1924); La ofrenda (Colegio Nuestra Señora de Loreto, 24 de abril de 1926); ¡España, España! (1926); El Príncipe se aburre (1929); Las tres rosas 1932); las misiones (1933); Zoradia (1932); Para casar bien o mal (1932); Los amores de Lolín (1932); Juan Ciudad (1936); Música, mar y campo (1941); Cómo se salvó una chinita (1942); Francisco Piña (1949); Por una F (1949); El fruto que dio el espíritu misionero de Santa Teresa  (1955); El león de España (1955); El pato Donald, misionero (1955); La travesura de Rosa Blanca (1955); Las cuatro estaciones (1955); Nochebuena (1955) y Un mercado en tierras de misión (1955).
La princesa encantada tuvo más de una edición que atestigua la aceptación del público. Música, mar y campo  fue una de las pocas obras estrenadas por mujeres en 1941. Las otras fueron Pilar Millán Astray, Carmen de Icaza y Luisa María Linares.

## Reconocimientos
Desde 1958 una calle de San Lorenzo de El Escorial lleva su nombre.